# Tristrophis
Tristrophis is een geslacht van vlinders van de familie spanners (Geometridae), uit de onderfamilie Ennominae.

## Soorten
- T. cupido Oberthür, 1923
- T. rectifascia Wileman, 1912
- T. siaolouaria Oberthür, 1911
- T. subpunctaria Leech, 1891
- T. veneris Butler, 1878